# Edgar Björkman
Erik Edgar Björkman, född 11 januari 1915 i Stockholm, död där i februari 1992, var en svensk konstnär och dekorationsmålare.
Björkman började som målarlärling för John Jon-And vid Kungliga Operan och studerade därefter för Edvin Ollers och Leon Welamson vid Tekniska skolan i Stockholm. Han medverkade i ett flertal samlingsutställningar i Stockholm och på landsorten. Hans konst består av fågelmotiv i en finstämd koloristisk färgskala. Björkman är begravd på Danderyds kyrkogård.